# Kanovaren op de Olympische Zomerspelen 1976
Kanovaren is een van de sporten die beoefend werden tijdens de Olympische Zomerspelen 1976 in Montréal, Canada. 

## Heren

### kajak

#### K1 500 m
| rang   | sporter                     | land | tijd    |
| ------ | --------------------------- | ---- | ------- |
| Goud   | Vasile Dîba                 | ROU  | 1:46.41 |
| Zilver | Zoltán Sztanity             | HUN  | 1:46.95 |
| Brons  | Rüdiger Helm                | GDR  | 1:48.30 |
| 4      | Herminio Menéndez Rodríguez | ESP  | 1:48.40 |
| 5      | Grzegorz Śledziewski        | POL  | 1:48.49 |
| 6      | Sergej Lizoenov             | URS  | 1:49.21 |
| 7      | Oreste Perri                | ITA  | 1:50.27 |
| 8      | Douglas Parnham             | GBR  | 1:50.33 |

#### K1 1000 m
| rang   | sporter              | land | tijd    |
| ------ | -------------------- | ---- | ------- |
| Goud   | Rüdiger Helm         | GDR  | 3:48.20 |
| Zilver | Géza Csapó           | HUN  | 3:48.84 |
| Brons  | Vasile Dîba          | ROU  | 3:49.65 |
| 4      | Oreste Perri         | ITA  | 3:51.13 |
| 5      | Aleksandr Sjaparenko | URS  | 3:51.45 |
| 6      | Berndt Andersson     | SWE  | 3:52.46 |
| 7      | Douglas Parnham      | GBR  | 3:52.64 |
| 8      | Grzegorz Śledziewski | POL  | 3:54.29 |

#### K2 500 m
| rang   | sporters                                      | land | tijd    |
| ------ | --------------------------------------------- | ---- | ------- |
| Goud   | Joachim Mattern Bernd Olbricht                | GDR  | 1:35.87 |
| Zilver | Sergej Nagorny Vladimir Romanovski            | URS  | 1:36.81 |
| Brons  | Larion Serghei Policarp Malîhin               | ROU  | 1:37.43 |
| 4      | José Seguín Santos Guillermo Del Riego Gordón | ESP  | 1:38.50 |
| 5      | József Deme János Rátkai                      | HUN  | 1:38.81 |
| 6      | Hannu Kojo Kari Markkanen                     | FIN  | 1:39.59 |
| 7      | Anders Andersson Lars Andersson               | SWE  | 1:39.63 |
| 8      | John Southwood John Sumegi                    | AUS  | 1:39.77 |

#### K2 1000 m
| rang   | sporters                                      | land | tijd    |
| ------ | --------------------------------------------- | ---- | ------- |
| Goud   | Sergej Nagorny Vladimir Romanovski            | URS  | 3:29.01 |
| Zilver | Joachim Mattern Bernd Olbricht                | GDR  | 3:29.33 |
| Brons  | Zoltán Bakó István Szabó                      | HUN  | 3:30.36 |
| 4      | Jean-Paul Hanquier Alain Lebas                | FRA  | 3:33.05 |
| 5      | Guillermo Del Riego Gordón José Seguín Santos | ESP  | 3:33.16 |
| 6      | Jean-Pierre Burny Paul Hoekstra               | BEL  | 3:33.86 |
| 7      | Policarp Malîhin Larion Serghei               | ROU  | 3:34.27 |
| 8      | Steve King Denis Barré                        | CAN  | 3:34.46 |

#### K4 1000 m
| rang   | sporters | land | tijd    |
| ------ | --- | ---- | ------- |
| Goud   | Sergej Tsjoechrai Aleksandr Degtjarev Joeri Filatov Vladimir Morozov                                           | URS  | 3:08.69 |
| Zilver | José María Esteban Celorrio José Ramón López Díaz-Flor Herminio Menéndez Rodríguez Luis Gregoria Ramos Misioné | ESP  | 3:08.95 |
| Brons  | Peter Bischof Bernd Duvigneau Rüdiger Helm Jürgen Lehnert                                                      | GDR  | 3:10.76 |
| 4      | Nicuşor Eşanu Vasile Simioncenco Nicolae Simioncenco Mihai Zafiu                                               | ROU  | 3:11.35 |
| 5      | Henryk Budzicz Kazimierz Górecki Grzegorz Kołtan Ryszard Oborski                                               | POL  | 3:12.17 |
| 6      | Morten Mørland Einar Rasmussen Olaf Søyland Jostein Stige                                                      | NOR  | 3:12.28 |
| 7      | Ivan Manev Bojidar Milenkov Nikolai Natsjev Vasil Tsjilingirov                                                 | BUL  | 3:12.94 |
| 8      | József Deme Csaba Giczi János Rátkai Zoltán Romhányi                                                           | HUN  | 3:14.67 |

### kano

#### C1 500 m
| rang   | sporter           | land | tijd    |
| ------ | ----------------- | ---- | ------- |
| Goud   | Aleksandr Rogov   | URS  | 1:59.23 |
| Zilver | John Wood         | CAN  | 1:59.58 |
| Brons  | Matija Ljubek     | YUG  | 1:59.60 |
| 4      | Borislav Ananijev | BUL  | 1:59.92 |
| 5      | Wilfried Stephan  | GDR  | 2:00.54 |
| 6      | Károly Szegedi    | HUN  | 2:01.12 |
| 7      | Ivan Patzaichin   | ROU  | 2:01.40 |
| 8      | Ulrich Eicke      | FRG  | 2:02.30 |

#### C1 1000 m
| rang   | sporter            | land | tijd    |
| ------ | ------------------ | ---- | ------- |
| Goud   | Matija Ljubek      | YUG  | 4:09.51 |
| Zilver | Vasili Joertsjenko | URS  | 4:12.57 |
| Brons  | Tamás Wichmann     | HUN  | 4:14.11 |
| 4      | Borislav Ananijev  | BUL  | 4:14.41 |
| 5      | Ivan Patzaichin    | ROU  | 4:15.08 |
| 6      | Roland Iche        | FRA  | 4:18.23 |
| 7      | Wilfried Stephan   | GDR  | 4:22.43 |
| 8      | Ulrich Eicke       | FRG  | 4:22.77 |

#### C2 500 m
| rang   | sporters                              | land | tijd    |
| ------ | ------------------------------------- | ---- | ------- |
| Goud   | Sergej Petrenko Aleksandr Vinogradov  | URS  | 1:45.81 |
| Zilver | Jerzy Opara Andrzej Gronowicz         | POL  | 1:47.77 |
| Brons  | Tamás Buday Oszkár Frey               | HUN  | 1:48.35 |
| 4      | Gheorghe Danielov Gheorghe Simionov   | ROU  | 1:48.84 |
| 5      | Gérald Delacroix Jean François Millot | FRA  | 1:49.74 |
| 6      | Ivan Boertsjin Krasimir Christov      | BUL  | 1:50.43 |
| 7      | Gregory Smith John Wood               | CAN  | 1:50.74 |
| 8      | Jiří Čtvrtečka Tomáš Šach             | TCH  | 1:50.85 |

#### C2 1000 m
| rang   | sporters                             | land | tijd    |
| ------ | ------------------------------------ | ---- | ------- |
| Goud   | Sergej Petrenko Aleksandr Vinogradov | URS  | 3:52.76 |
| Zilver | Gheorghe Danielov Gheorghe Simionov  | ROU  | 3:54.28 |
| Brons  | Tamás Buday Oszkár Frey              | HUN  | 3:55.66 |
| 4      | Jerzy Opara Andrzej Gronowicz        | POL  | 3:59.56 |
| 5      | Detlef Bothe Hans-Jürgen Tode        | GDR  | 4:00.37 |
| 6      | Jiří Čtvrtečka Tomáš Šach            | TCH  | 4:01.48 |
| 7      | Ivan Boertsjin Krasimir Christov     | BUL  | 4:02.44 |
| 8      | Hermann Glaser Heinz Lucke           | FRG  | 4:03.86 |

## Dames

### kajak

#### K1 500 m
| rang   | sporter             | land | tijd    |
| ------ | ------------------- | ---- | ------- |
| Goud   | Carola Zirzow       | GDR  | 2:01.05 |
| Zilver | Tatjana Korsjoenova | URS  | 2:03.07 |
| Brons  | Klára Rajnai        | HUN  | 2:05.01 |
| 4      | Ewa Kamińska        | POL  | 2:05.16 |
| 5      | Maria Mihoreanu     | ROU  | 2:05.40 |
| 6      | Anastazie Hajná     | TCH  | 2:06.72 |
| 7      | Julie Leach         | USA  | 2:06.92 |
| 8      | Irene Pepinghege    | FRG  | 2:07.80 |

#### K2 500 m
| rang   | sporters                                 | land | tijd    |
| ------ | ---------------------------------------- | ---- | ------- |
| Goud   | Nina Gopova Galina Kreft                 | URS  | 1:51.15 |
| Zilver | Anna Pfeffer Klára Rajnai                | HUN  | 1:51.69 |
| Brons  | Bärbel Köster Carola Zirzow              | GDR  | 1:51.81 |
| 4      | Nastasia Nichitov Agafia Orlov           | ROU  | 1:53.77 |
| 5      | Barbara Lewe-Pohlmann Heiderose Wallbaum | FRG  | 1:53.86 |
| 6      | Maria Kazanecka Katarzyna Kulczak        | POL  | 1:55.05 |
| 7      | Maria Mintsjeva Natasha Janakijeva       | BUL  | 1:55.95 |
| 8      | Anne Dodge Susan Holloway                | CAN  | 1:56.75 |

## Medaillespiegel
| rang   | land        | goud | zilver | brons | totaal |
| ------ | ----------- | ---- | ------ | ----- | ------ |
| 1      | Sovjet-Unie | 6    | 3      | 0     | 9      |
| 2      | DDR         | 3    | 1      | 3     | 7      |
| 3      | Roemenië    | 1    | 1      | 2     | 4      |
| 4      | Joegoslavië | 1    | 0      | 1     | 2      |
| 5      | Hongarije   | 0    | 3      | 5     | 8      |
| 6      | Canada      | 0    | 1      | 0     | 1      |
| 6      | Polen       | 0    | 1      | 0     | 1      |
| 6      | Spanje      | 0    | 1      | 0     | 1      |
| totaal | totaal      | 11   | 11     | 11    | 33     |

Parijs 1924 (demonstratie) · 
Berlijn 1936 · 
Londen 1948 · 
Helsinki 1952 · 
Melbourne 1956 · 
Rome 1960 · 
Tokio 1964 · 
Mexico-stad 1968 · 
München 1972 · 
Montréal 1976 · 
Moskou 1980 · 
Los Angeles 1984 · 
Seoel 1988 · 
Barcelona 1992 · 
Atlanta 1996 · 
Sydney 2000 · 
Athene 2004 · 
Peking 2008 · 
Londen 2012 · 
Rio de Janeiro 2016 ·
Tokio 2020 ·
Parijs 2024 ·
Los Angeles 2028
Medaillewinnaars (slalom) · Medaillewinnaars (sprint)
Atletiek · Basketbal · Boksen · Boogschieten · Gewichtheffen · Handbal · Hockey · Judo · Kanovaren · Moderne vijfkamp · Paardensport · Roeien · Schermen · Schietsport · Schoonspringen · Turnen · Voetbal · Volleybal · Waterpolo · Wielersport · Worstelen · Zeilen · Zwemmen